# Andrea Occhipinti
Andrea Occhipinti (n. 12 septembrie 1957, Roma, Italia) este un actor italian.